# Scarlett Mew Jensen
Scarlett Mew Jensen, née le 31 décembre 2001 à Hackney, quartier de Londres est une plongeuse britannique.

## Carrière sportive
Mew Jensen participe en juillet 2019 à l'épreuve individuelle féminine du tremplin de 1 mètre des championnats du monde où elle termine à la 19e place du tour préliminaire ; dans l'épreuve du tremplin de 3 mètres, elle finit à la 26e place. En août, elle concoure dans quatre épreuves aux championnats d'Europe et participe à la finale dans l'épreuve du tremplin de 1 mètre (10e) et 3 mètres synchro avec Maria Papworth (4e).
Lors des championnats d'Europe de natation 2020 qui sont reportés en 2021, elle se classe en finale 8e en individuel à 3 mètres. Grâce à son classement en coupe du monde FINA 2020, elle participe aux Jeux olympiques de 2020 : 22e lors du tour préliminaire, elle ne peut pas accéder en demi-finale du tremplin à 3 mètres.
En mai 2023, elle remporte son quatrième titre au 3 m synchro aux championnats britanniques de plongeon, la deuxième fois avec son associée Yasmin Harper. Elle se présente l'année suivante aux championnats du monde 2023 à Fukuoka sur les épreuves de tremplin à 3 mètres, seule et en synchronisé avec Harper : si elle se classe neuvième en individuel, elle remporte la médaille d'argent en synchronisé.
En février 2024, elle participe aux championnats du monde de natation avec déjà un premier titre sur l'épreuve par équipe mixte avec Tom Daley, Daniel Goodfellow et Andrea Spendolini-Sirieix.
Elle remporte aux Jeux olympiques de 2024 à Paris la médaille de bronze en tremplin à 3 mètres synchronisé avec Yasmin Harper.

## Palmarès

### Jeux olympiques
- Jeux olympiques d'été de 2024 à Paris ( France) :
  -  Médaille de bronze au tremplin à 3 m synchronisé

### Championnats du monde
- Championnats du monde 2023 à Fukuoka ( Japon) :
  -  Médaille d'argent au tremplin à 3 m synchronisé
- Championnats du monde 2024 à Doha ( Qatar) :
  -  Médaille d'or par équipes mixte
- Championnats du monde 2025 à Singapour ( Singapour) :
  -  Médaille d'argent au tremplin à 3 m synchronisé